# Wild Ones (album)
Wild Ones – czwarty album studyjny amerykańskiego rapera Flo Ridy. Wydany 22 czerwca przez wytwórnię Atlantic. Na albumie gościnnie pojawili się: Sia, Georgi Kay, Jennifer Lopez, Redfoo i Lil Wayne.
Na początku album miał być nazwany Only One Rida (Part 2) co nawiązuje do poprzedniego albumu Only One Flo (Part 1).

## Single
- Good Feeling - pierwszy singel z albumu wydany 29 sierpnia 2011. Teledysk do utworu ukazał się 27 października 2011. Piosenka na liście Billboard Hot 100 znalazła się na pozycji trzeciej.
- Wild Ones - została wydana 19 grudnia 2011 jako drugi singel. W utworze gościnnie wystąpiła Sia Furler. Teledysk ukazał się 9 lutego 2012 i nie wystąpiła w nim Sia. Na liście Billboard Hot 100 piosenka znalazła się na pozycji piątej.
- Whistle - trzeci singel został wydany 24 kwietnia 2012. Teledysk ukazał się miesiąc po wydaniu utworu czyli 24 maja. Najwyższa pozycja piosenki na liście Billboard Hot 100 to 1.
- Let it Roll - 19 czerwca 2012 wydany jako czwarty singel.

## Lista utworów
| Nr  | Tytuł utworu                            | Tekst | Produkcja                                   | Długość |
| --- | --------------------------------------- | --- | ------------------------------------------- | ------- |
| 1.  | „Whistle”                               | Tramar Dillard, David Glass, Marcus Killian, Justin Franks, Breyan Isaac, Antonio Mobley                                 | DJ Frank E, Glass                           | 3:45    |
| 2.  | „Wild Ones” (feat. Sia)                 | Dillard, Raphaël Judrin, Pierre-Antoine Melki, Sia Furler, Axel Hedfors, Jacob Luttrell, Marcus Cooper, Benjamin Maddahi | soFLY & Nius, Axwell                        | 3:54    |
| 3.  | „Let It Roll”                           | Dillard, Mike Caren, Hedfors, Isaac, Silas Johnson, Judrin, Melki, Mobley                                                | soFLY & Nius, Axwell                        | 3:14    |
| 4.  | „Good Feeling”                          | Dillard, Lukasz Gottwald, Henry Walter, Isaac, Arash Pournouri, Tim Bergling, Etta James, Leroy Kirkland, Pearl Woods    | Dr. Luke, Cirkut, Avicii                    | 4:08    |
| 5.  | „In My Mind, Part 2” (feat. Georgi Kay) | Dillard, Georgina Kingsley, Adam Forte, Josh Soon, Hedfors                                                               | Axwell, Ivan Gough, Feenixpawl              | 4:30    |
| 6.  | „Sweet Spot” (feat. Jennifer Lopez)     | Dillard, Jennifer Lopez, Issac, Johnson, Jurdin, Melki, Mobley                                                           | soFLY & Nius                                | 3:48    |
| 7.  | „Thinking of You”                       | Dillard, Richard Buttler Jr. Daniel Morris, James Scheffer                                                               | Rico Love, Earl & E, Mr. Morris, Jim Jonsin | 3:40    |
| 8.  | „I Cry”                                 | Dillard, Paul Baumer Marrten Hoogstraten                                                                                 | Bingo Players, RedOne                       | 3:43    |
| 9.  | „Run” (feat. Redfoo)                    | Dillard, Bryan Adams, Faheem Rasheed Najm, Jim Vallance                                                                  | GoonRock, Redfoo                            | 3:52    |
| 10. | „Let It Roll Part 2” (feat. Lil Wayne)  | Dillard, Dwayne Carter Jr., Caren, Hedfors, Issac, Johnson, Jurdin, Melki, Mobley                                        | soFLY & Nius, Axwell                        | 3:31    |
|     |                                         | |                                             | 38:05   |

- Let It Roll Part 2 to dodatkowy utwór Deluxe Edition.

## Notowania
| Lista (2012)                   | Najwyższa pozycja |
| ------------------------------ | ----------------- |
| Belgia (Flandria) (200 Albums) | 58                |
| Belgia (Wallonia) (200 Albums) | 91                |
| Holandia (Album Top 100)       | 57                |
| Irlandia (IRMA)                | 9                 |

## Historia wydania
| Kraj            | Data            | Format           | Wytwórnia           | Edycja      |
| --------------- | --------------- | ---------------- | ------------------- | ----------- |
| Francja         | 22 czerwca 2012 | Digital download | WEA                 | Standardowa |
| Irlandia        | 22 czerwca 2012 | Digital download | WEA                 | Standardowa |
| Wielka Brytania | 22 czerwca 2012 | Digital download | WEA                 | Standardowa |
| Francja         | 25 czerwca 2012 | CD               | Atlantic            | Standardowa |
| Wielka Brytania | 25 czerwca 2012 | CD               | Atlantic            | Standardowa |
| Australia       | 29 czerwca 2012 | Digital download | WEA                 | Deluxe      |
| Nowa Zelandia   | 29 czerwca 2012 | Digital download | WEA                 | Deluxe      |
| Polska          | 2 lipca 2012    | CD               | Warner Music Poland | Standardowa |
| Polska          | 2 lipca 2012    | Digital download | WEA                 | Deluxe      |
| USA             | 3 lipca 2012    | CD               | Atlantic            | Standardowa |